# Gumuksari
Gumuksari is een bestuurslaag in het regentschap Jember van de provincie Oost-Java, Indonesië. Gumuksari telt 6355 inwoners (volkstelling 2010).